# Corky McCorquodale
Felton Devone McCorquodale, meglio conosciuto come "Corky" McCorquodale (Natchitoches, 23 agosto 1904 – Reno, 23 novembre 1968), è stato un giocatore di poker statunitense.
Nato in Louisiana, è noto per essere stato colui il quale introdusse il Texas hold 'em a Las Vegas nel 1963; da allora l'Hold'em divenne la specialità più diffusa di poker.
Per questa ragione nel 1979 è stato inserito nel Poker Hall of Fame.